# Rongsharia
Genre
Rongsharia est un genre d'opilions eupnois de la famille des Sclerosomatidae.

## Distribution
Les espèces de ce genre se rencontrent au Népal et en Chine.

## Liste des espèces
Selon World Catalogue of Opiliones (16/05/2021) :
- Rongsharia dhaulagirica Martens, 1982
- Rongsharia dispersa Martens, 1982
- Rongsharia singularis Roewer, 1957

## Publication originale
- Roewer, 1957 : « Über Oligolophinae, Caddoinae, Sclerosomatinae, Leiobuninae, Neopilioninae und Leptobuninae (Phalangiidae, Opiliones Palpatores). (Weitere Weberknechte XX). Senckenbergiana biologica, vol. 38, p. 323–358.